# Selektivno lasersko sintranje
Selektivno lasersko sintranje (angleško Selective Laser Sintering, kratica SLS) je tudi tehnologija, kjer so prototipi grajeni sloj za slojem. Osnovni material je prah, katerega delci so veliki približno 50 µm, stroj pa ga nanaša sloj za slojem. Po nanosu nove plasti prahu računalniško kontroliran CO2 laser opiše površino prototipa tako, da se prah sprime. Medtem ko je prah izpostavljen laserskemu žarku se temperatura materiala dvigne preko temperature kristalizacije, kar omogoča da se različni delčki prahu sprimejo v objekt. Ta proces se imenuje sintranje in je teoretično mogoč z vsemi termoplasti. Končna površina je nekoliko groba.

## Materiali
- PA
- PA + GF
- TPE

Poliamid (PA) omogoča izdelavo funkcionalnih prototipov z zelo dobrimi toplotnimi in trdnostnimi lastnostmi. Sintrani prototipi imajo podobne lastnosti kot brizgani izdelki iz materiala PA12. 
Poliamid s steklenimi vlakni (PA + GF) ima še mnogo višjo toplotno odpornost ter boljše mehanske lastnosti. Tudi ta material se uporablja za izdelavo funkcionalnih prototipov.
TPE je podoben gumi. Uporablja se ga za izdelavo prototipov, kjer je potrebno velika elastičnost in  prožnost materiala. Po impregnaciji z PU pa postane tudi nepropusten za vodo in druge tekočine.